# Свиридова, Олеся Валерьевна
Оле́ся Вале́рьевна Свири́дова (род. 28 октября 1989) — российская легкоатлетка, специалистка по толканию ядра. Выступала в 2008—2016 годах, победительница и призёрка первенств всероссийского значения, финалистка Универсиады в Казани. Представляла Москву и Хабаровский край. Мастер спорта России международного класса.

## Биография
Олеся Свиридова родилась 28 октября 1989 года.
Занималась лёгкой атлетикой под руководством заслуженного тренера России Николая Александровича Колодко. Проживала в Хабаровске, выпускница Школы искусства, культуры и спорта Дальневосточного федерального университета.
Впервые заявила о себе в толкании ядра на всероссийском уровне в сезоне 2008 года, когда заняла восьмое место на чемпионате России среди юниоров в Чебоксарах.
В 2010 году выиграла бронзовую медаль на зимнем молодёжном всероссийском первенстве в Волгограде, одержала победу на молодёжном всероссийском первенстве в Чебоксарах и на II летней спартакиаде молодёжи России в Саранске.
В 2011 году взяла бронзу на зимнем молодёжном всероссийском первенстве в Волгограде, на Всероссийских соревнованиях по метаниям на призы А. А. Низамутдинова в Адлере и на командном чемпионате России в Сочи. Позднее стала четвёртой на Кубке России в Ерино, превзошла всех соперниц на молодёжном всероссийском первенстве в Ерино. Попав в состав российской национальной сборной, выступила на молодёжном европейском первенстве в Остраве — в финале толкания ядра показала результат 16,81 метра и расположилась в итоговом протоколе соревнований на седьмой строке.
В мае 2012 года стала серебряной призёркой на командном чемпионате России в Сочи, установив при этом свой личный рекорд — 19,72 метра. Также победила на Мемориале Куца в Москве, заняла четвёртое место на Мемориале братьев Знаменских в Жуковском, седьмое место на чемпионате России в Чебоксарах, второе место на Кубке России в Ерино, первое место на молодёжном всероссийском первенстве в Ерино.
В 2013 году закрыла десятку сильнейших на этапе Бриллиантовой лиги в Шанхае, была пятой на командном чемпионате России в Сочи, второй на турнире Papaflessia в Греции, шестой на Мемориал Йозефа Одложила в Праге, шестой на соревнованиях «Московский вызов», четвёртой на Кубке России в Ерино. Будучи студенткой, представляла страну на домашней Универсиаде в Казани — в финале толкания ядра с результатом 15,47 заняла 12-е место. На чемпионате России в Москве показала десятый результат.
В 2014 году стала седьмой на чемпиоанте России в помещении в Москве, третьей на командном чемпионате России в Адлере, второй на чемпионате Дальневосточного федерального округа во Владивостоке и на третьем этапе IV летней Универсиады в Пензе, третьей на Кубке России в Ерино, восьмой на чемпионате России в Казани.
В 2015 году была десятой на чемпиоанте России в помещении в Москве, одержала победу на чемпионате Российского студенческого спортивного союза в Ярославле, показала седьмой результат на командном чемпионате России в Сочи, пятый результат на Всероссийских соревнованиях на призы Ю. Печенкиной в Ерино, была лучшей на Кубке России в Ерино. На чемпионате России в Чебоксарах оказалась четвёртой.
В 2016 году на зимнем чемпионате России в Москве с результатом 17,87 завоевала серебряную награду, уступив только Евгении Соловьёвой. Также получила серебро на Всероссийских соревнованиях по метаниям на призы А. А. Низамутдинова в Адлере и на командном чемпионате России в Сочи.
За выдающиеся спортивные достижения удостоена почётного звания «Мастер спорта России международного класса».
В 2017 году Свиридова была уличена в нарушении антидопинговых правил и решением Всероссийской федерации лёгкой атлетики отстранена от участия в соревнованиях на 4 года. В 2020 году срок дисквалификации продлили ещё на 4 года — было установлено, что спортсменка нарушила запрет на участие в соревнованиях, неоднократно выступала в качестве судьи и секретаря на региональных турнирах.